# 普通江
普通江 （ポトンガン、朝鮮語: 보통강）は、朝鮮民主主義人民共和国を流れる大同江水系の河川。首都平壌を流れ、大同江に注ぐ 。
平壌には普通江にかかる橋がいくつかあり、その中の一つが「普通橋」と呼ばれる河口の橋である。しかし、最大のものは「安山橋」と呼ばれる橋であり、東西を結ぶ主要な高速道路を支えている。
1946年以前、平壌以西の川沿い（氾濫原）から大同江に至るまでの耕地は毎年洪水に見舞われていた。この地域は土城廊と呼ばれていた。 この地域の農民は洪水が収まると毎年家を建て直すため、小屋や竪穴建物などの仮設住宅を建設していた 。 1946年には普通江整備事業として土城廊に河道が整備された。現在、土城廊は平壌市の一部である。
1971年、政府は川の左岸にある丘、烽火山の公園に普通江改修の記念碑を建てた。1945年の金日成主席の土城廓訪問と1946年の河道整備を記念した物である。
1976年、朝鮮郵政公社は1945年の金日成主席の土城廊訪問を記念した切手を発行した。 1998年には、普通江河道の起工式で水路工事の鍬入れをする金日成を撮影した切手記念シートを発行した 。